# Gingin
Gingin är en ort i Australien.   Den ligger i regionen Gingin och delstaten Western Australia, i den västra delen av landet, 3 100 km väster om huvudstaden Canberra. Gingin ligger 96 meter över havet och antalet invånare är 529.